# 保岡栄二
保岡 栄二（やすおか えいじ、1962年〈昭和37年〉7月3日 - ）は、日本のフリーアナウンサー。徳島県美馬郡つるぎ町出身。

## 来歴・人物
- 高校生時代から放送の世界に興味を持ち始め、大学入学後、アナウンサー養成の専門学校に通った。
- 関西外国語大学外国語学部を卒業[3]後の1985年、四国放送に入社した[1][2]。なおアナウンサーになったのは、後に毎日放送アナウンサーとなった柏木宏之におだてられるような感じで勧められたのがきっかけということである[4]。
- 入社した年、ある番組での新人アナウンサー紹介のコーナーに出演した時、「あなたの好みのタイプの女性は?」と質問されて緊張の余り、ある同僚の女性アナウンサーの名前を言ったというエピソードがある[3]。
- 入社して初めての仕事は、映画『フェノミナ』のラジオCMだった。日曜10時からの『あんたがたいしょう』が初OA[要出典]。
- 1988年9月に水上オートバイの免許を取得した[4]。
- 1991年4月から2011年3月まで、『ズームイン!!朝!』・『ズームイン!!SUPER』のズームキャスターを務めた。番組同期は、中京テレビ放送アナウンサーの佐藤啓、広島テレビ放送アナウンサー（当時）の田坂るり、テレビ大分アナウンサー（当時）の茶園かずえ[5]。
- 2001年に、第22回NNSアナウンス大賞でテレビ部門大賞を受賞した。
- 2019年に、第44回アノンシスト賞でラジオのフリートーク部門で最優秀賞を受賞した[1]。
- 阿波の狸まつりの中で行われるミュージカル「新・阿波の狸伝説」に出演。（2014年 - ）[要出典]
- 趣味はぶらり旅、特技は社交ダンス[1]。
- ダイドードリンコの徳島県限定の自動販売機「阿波踊りベンダー」のナレーションを担当した（佐藤旬子とともに阿波弁を使用）。[6]。
- 2022年9月末をもって四国放送を定年退職した。その後は東京に本拠地を移動してフリーアナウンサーに転身し、各種イベントの司会や話し方講師・ボイストレーナーなどを務めている[7]。

## 現在の出演番組

### インターネット放送
- MOONLIGHT☆WAVE（2024年10月2日 - ） - Cwave、毎週水曜日[8]

## 過去の出演・担当番組
放送局名の記載がないものは、すべて四国放送での出演。

### テレビ
- ズームイン!!朝!（1991年4月 - 2001年9月28日） - 『おはようとくしま』を放送していたため裏送り中継で参加。
- ズームイン!!SUPER（2001年10月1日 - 2011年3月31日） - 出演機会のある時間帯は『あさ630』『おはようとくしま』を放送していたため、裏送り中継で参加。
- ゴジカル! - 司会[2]
- フォーカス徳島 - ニュースキャスター
- マイシティとくしま
- 日本!食紀行
- とくしまマラソン（2008年4月27日）
- やっさんのBar - マスター役
- 徳島新聞ニュース（不定期）[2]

### ラジオ
- 朝いちばん[3]
- あなたにだけこんばんわ[3]
- 土曜ワイド徳島
- 午後はこれから はりきりワイド
- JRTサンデーウェーブ
- 保岡栄二のナイトフライト!
- 徳島スポーツ倶楽部
- えんやこらワイド（月曜・火曜担当）
- 保岡栄二のShall We Dance?
- あさ一番
- ラジオ大福[1][2]（月曜 - 火曜担当）
- ナオミの夢ラジオ（金曜日）[1]
- 徳島インディゴソックスホームゲーム実況担当
- 中四国ライブネット（中国放送ほか、2022年5月15日放送分で最終出演）[9]
- 昭和歌謡セレクション 文化の日スペシャル2022（ラジオNIKKEI、2022年11月3日）[10] - 元四国放送アナウンサーとして出演。